# آلاجاهوا
آلاجاهوا (به اسپانیایی: Aljajahua) یک کوه در پرو است که در Peru, Arequipa Region واقع شده‌است. آلاجاهوا ۴٬۸۰۰ متر بالاتر از سطح دریا واقع شده‌است.